# كاناكو موراكامي
كاناكو موراكامي (باليابانية: 村上佳菜子) هي متزلجة فنية يابانية، ولدت في 7 نوفمبر 1994 في ناغويا في اليابان.

## وصلات خارجية
- الموقع الرسمي
- كاناكو موراكامي على موقع الاتحاد الدولي للتزلج (الإنجليزية)
- كاناكو موراكامي على موقع اللجنة الأولمبية الدولية (الإنجليزية)
- كاناكو موراكامي على موقع أوليمبيديا (الإنجليزية)